# Kuruağıl, Kozaklı
Kuruağıl là một xã thuộc huyện Kozaklı, tỉnh Nevşehir, Thổ Nhĩ Kỳ. Dân số thời điểm năm 2011 là 114 người.